# Fichas simbólicas de la guerra civil estadounidense
Las fichas simbólicas de la guerra civil estadounidense son monedas que fueron fabricadas por casas de moneda privadas y distribuidas en los Estados Unidos de América entre 1861 y 1864. Estas monedas fueron usadas principalmente en el Noreste y Medio Oeste; el amplio uso de estas fichas fue un resultado de la escasees de monedas producidas por el gobierno durante la Guerra Civil Norteamericana.
Las monedas de la Guerra Civil fueron legalizadas después de que el Congreso de Los Estados Unidos pasara una ley el 22 de abril de 1864 prohibiendo la producción de cualquiera moneda de uno o dos centavos, fichas o dispositivos usados como moneda en circulación.
Las fichas de la Guerra Civil se pueden dividir en tres tipos: store cards (tarjetas de valor/cupones), patriotic tokens (fichas/monedas patrióticas) y sutler tokens (fichas de mercantes). Estos tres tipos de fichas fueron utilizadas como moneda en circulación y son diferenciadas por sus diseños. El valor de colección de las fichas es determinado por su rareza.

## Historia
Para 1862, el segundo año de la Guerra Civil, monedas fabricadas por el gobierno empezaron a desaparecer de circulación. Ciudadanos americanos empezaron a guardar reservas personales de todas las monedas junto con oro y plata así como eventualmente de centavos de cobre y nickel. Esto hizo extremadamente difícil las transacciones por parte de los negocios. En respuesta, muchos mercantes acudieron a casas de moneda privadas para llenar el vacío generado por las reservas personales de monedas. Las primeras fichas hechas de manera privada aparecieron en el otoño de 1862 por H. A. Ratterman, en Cincinnati, Ohio. Continuaron la fabricación de fichas privadas en Nueva York en la primavera de 1863, primero con tarjetas de moneda Lindenmueller fabricadas por el cantinero de Nueva York Gustavus Lindenmueller y después con las fichas patrióticas de Knickerbocker fabricadas por William H. Bridgens.
Se estima que para 1864 existía alrededor de 25,000,000 fichas de la Guerra Civil (casi todas con el valor de un centavo) en circulación, consistiendo de aproximadamente 7,000- 8,000 variedades.
Las monedas Lindenmueller o las "Fichas Lindenmueller," son una de las mejor conocidas y comúnmente eran de tipo store cards. Lindenmueller tuvo más de un millón de sus fichas de un centavo hechas y puestas en circulación en 1863. Un uso común de estas fichas fue en la streetcar fare (cuota de transporte). La Third Avenue Railroad company de Nueva York, que había aceptado de manera libre una gran cantidad de fichas Lindenmueller en vez de moneda actual pregunto a Lindenmueller la posibilidad de canjearlas por su valor. Lindenmueller rehusó canjearlas y la compañía no tuvo acción legal. Incidentes como este eventualmente forzaron al gobierno a intervenir.
El 22 de abril de 1864 el Congreso realizó el Coinage Act of 1864 (acto de moneda de 1864). Mientras que el acto es principalmente recordado por la introducción de la frase "In God we Trust" ("En Dios confiamos") en la recientemente creada pieza de dos centavos, también hizo efectivo el alto al uso de fichas de la Guerra Civil. A ello se le sumó la autorización de la fabricación de la pieza de dos centavos, el acto cambió la composición de la pieza de un centavo de una aleación de cobre y nicker (pesando 4.67 gramos) a una más ligera, menos gruesa pieza compuesta de 95% de cobre (pesando 3.11 gramos). La nueva pieza de un centavo estaba mucho más cerca en peso a las fichas de la Guerra Civil y se obtuvo más aceptación en el público.
Mientras que el Coinage Act hizo a las fichas de la Guerra Civil imprácticas, su legalización fue decidida el 8 de junio de 1864 cuando el Congreso realizó la 18 U.S.C. § 486, esto hizo que la creación y el uso de monedas no gubernamentales fuera castigado por una multa de hasta $2,000, un tiempo en prisión de hasta 5 años o ambos (El capítulo 25 de título 18 acuerdos específicamente con falsificación). No hizo ilegal el poseer fichas de la Guerra Civil aunque existe evidencia de que las fichas eran vistas como coleccionables desde temprano en 1863, cuando se publicó la primera lista de fichas de la Guerra Civil conocidas.

## Tipos

### Fichas Patrióticas (Patriotic Tokens)

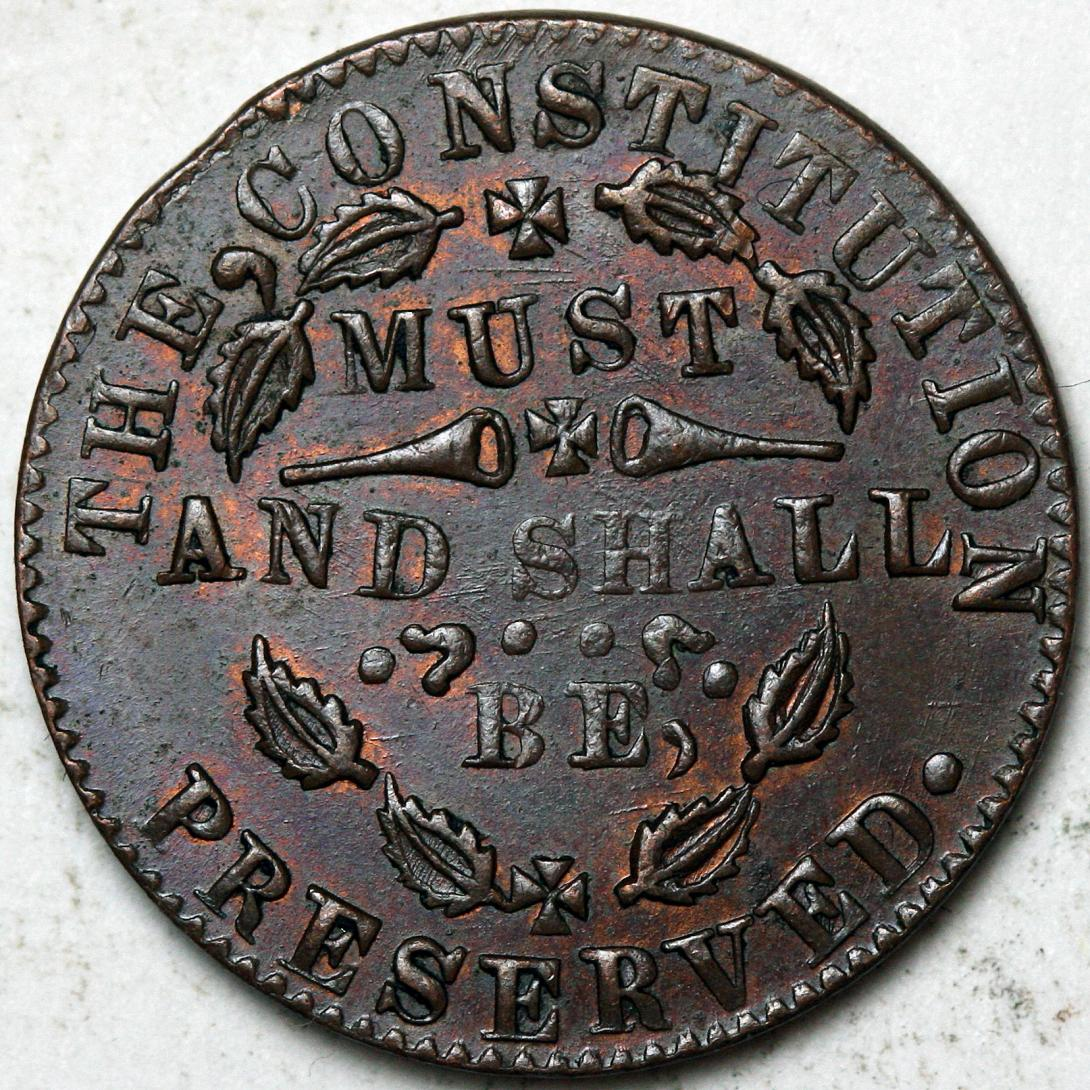
Un ejemplo de una Ficha Patrótica

Las fichas patrióticas de la Guerra Civil exhibían típicamente un eslogan o imagen patriótica en uno o ambos lados. Ya que la mayoría de estas fichas eran fabricadas en estados de la Unión, los eslóganes e imágenes eran fuertemente pro-Unión. Algunos ejemplos comunes de eslóganes encontrados en fichas patrióticas eran "The Union Must and Shall be Preserved For Ever" ("La Unión deberá y será preservada por siempre"), y hasta "Old Glory" ("Vieja Gloria"). Algunas de las imágenes encontradas en fichas patrióticas fueron la bandera de los Estados Unidos, un cañón del siglo XIX y el USS Monitor el primer buque de guerra blindado puesto en servicio.
Entre las más conocidas variedades de las fichas patrióticas son las llamadas "Dix tokens." Estas fueron llamadas así por John Adams Dix, quién sirvió como Secretario de Hacienda en 1861. En una carta de Dix para un capitán del Revenue cutter service, el teniente Caldwell, ordena a Caldwell relevar a otro capitán de su comando por rehusar cumplir una orden de transferencia de Nueva Orleans a Nueva York. La carta termina con la siguiente oración: " si tan solo uno intenta traer abajo la bandera americana, dispalarale en ese momento." La cita encontró su camino a un número de fichas patrióticas aunque con un ligero cambio de palabras ("Traer abajo" es usualmente remplazado por "romper").

### Tarjetas de valor (Store cards)

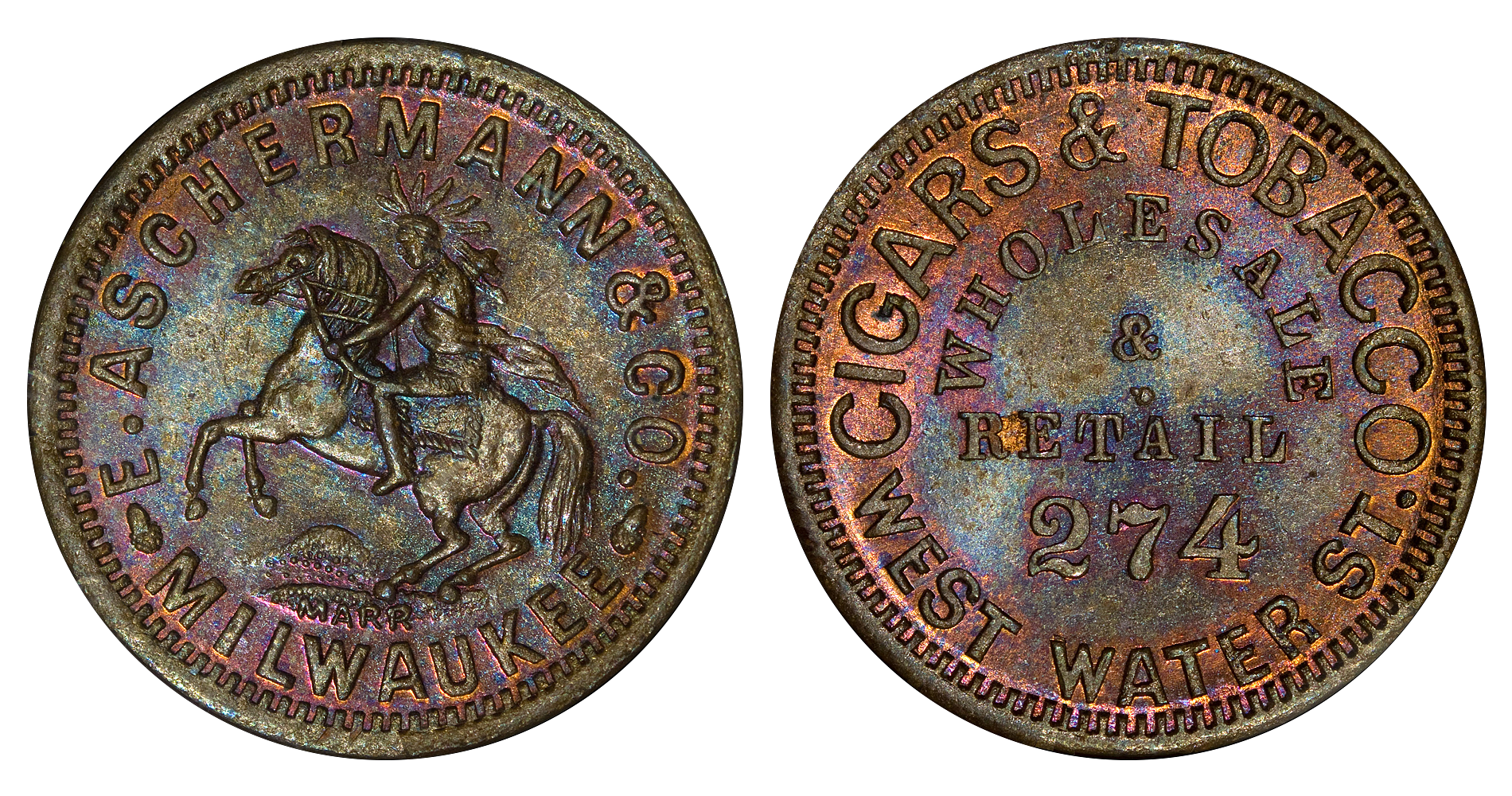
An example of a civil war store card

Las tarjetas de valor de la Guerra Civil difieren de las fichas patrióticas en que uno o ambos lados exhiben el nombre y/o la locación de un negocio privado. Negociantes que podían costearlas mandaban a hacer dos dados personalizados, ambos promocionaban al negocio. De otra manera solo un lado exhibiría la información del negociante.

### Fichas de mercantes (Sutler tokens)
Las fichas de mercantes son similares a las tarjetas de valor, en vez de tener una lista de negocios privados estas tenían el nombre de una unidad del ejército en particular (usualmente un regimiento) y el nombre del mercante que conducía las transacciones con el regimiento. De los tres tipos de fichas las fichas mercantes eran por mucho las más raras.

## Valor coleccionable
Existen ciertos factores que determinan el valor coleccionable de las fichas de la Guerra Civil. El factor principal es la rareza, esta es medida en una escala de 1 a 10 (1 siendo el tipo más común). La escala fue desarrollada por el notado proveedor numismático y escritor George Fuld.
El material usado en la fabricación de estas fichas también afecta el valor coleccionable. Las fichas de la Guerra Civil fueron fabricadas de una variedad de materiales, cobre siendo la opción más común (muchas veces este siendo bronce en realidad). Otros materiales usados para la fabricación fueron el Nickel, Hojalata, metal blanco y plata. Ejemplos de estas fichas fabricadas usando goma también se sabe de su existencia.

### Escala de rareza de Fuld
- R-1: Mayor qué 5,000
- R-2: Entre 2,000 y 5,000
- R-3: Entre 500 y 2,000
- R-4: Entre 200 y 500
- R-5: Entre 76 y 200
- R-6: Entre 21 y 75
- R-7: Entre 11 y 20
- R-8: Entre 5 y 10
- R-9: Entre 2 y 4
- R-10: Únicas (Solo un ejemplo)